# 황인호 (영화 감독)
황인호는 대한민국의 영화 감독, 각본가이다. 공포 영화이자 로맨틱 코미디 영화인 오싹한 연애(2011년)와 범죄 스릴러 영화인 몬스터(2014년)의 각본과 감독을 맡았다.

## 참여 작품
- 몬스터 (2014년 영화)
- 마이 웨이 (2011년 영화)
- 오싹한 연애
- 두 얼굴의 여친
- 도마뱀 (영화)
- 카리스마 탈출기
- 시실리 2km